# آرام رامازیان
آرام رامازیان (ارمنی: Արամ Ռամազյան؛ زادهٔ ۶ دسامبر ۱۹۷۸) بوکسور آماتور بازنشستهٔ اهل ارمنستان است.
وی نمایندهٔ ارمنستان در دستهٔ خروس‌وزن مردان در بازی‌های المپیک تابستانی ۲۰۰۰ سیدنی بود که در دور اول این مسابقات از تیموراز خورتسیلاوای گرجستانی شکست خورد. رامازیان در مسابقات جهانی قهرمانی بوکس آماتوری بوداپست در سال ۱۹۹۷ به مدال نقره دست یافت. یک سال بعد او برندهٔ مدال برنز مسابقات جهانی بوکس ۱۹۹۸ شد. او همچنین در مسابقات قهرمانی بوکس آماتوری اروپا در سال ۲۰۰۰ در تامپره توانست به مدال برنز دست یابد.